# Leiben
Leiben är en ort och kommun  i Österrike. Den ligger i distriktet Melk i förbundslandet Niederösterreich, 80 km väster om huvudstaden Wien. 
Kommunen består av tio orter (Ortschaften) (inom parentes invånarantal 1 januari 2024):

- Ebersdorf (138)
- Kaumberg (30)
- Lehen (106)
- Leiben (776)
- Losau (117)
- Mampasberg (67)
- Neu-Weinzierl (23)
- Urfahr (35)
- Weinzierl (16)
- Weitenegg (35)